# 赤路友蔵
赤路 友蔵（友藏、あかじ ともぞう、1904年（明治37年）12月1日 - 1987年（昭和62年）9月16日）は、昭和期の農民運動家、実業家、政治家。衆議院議員（6期）。

## 経歴
鹿児島県鹿児島市で生まれる。1925年（大正14年）大阪市民労働学院を卒業した。
実業界では、鹿児島鉄工常務取締役、高千穂電機工場長、汎東亜工業常務取締役などを務めた。戦後、鹿児島県専門委員、同県農地委員、同県地方労働委員を歴任した。
1947年（昭和22年）8月の第1回参議院議員通常選挙補欠選挙に鹿児島県地方区から日本社会党公認で立候補して落選し、1949年（昭和24年）1月、第24回衆議院議員総選挙に鹿児島県第3区から立候補したが落選した。
1952年（昭和27年）10月の第25回総選挙に鹿児島県第1区から立候補して初当選し、以後、第28回総選挙まで再選された。1960年（昭和35年）11月の第29回総選挙では落選。1963年（昭和38年）11月の第30回総選挙では再選され、次の第31回総選挙でも当選して、衆議院議員に通算6期在任した。この間、国土総合開発審議会委員、米価審議会委員、九州地方開発審議会委員、日本農民組合鹿児島県連会長、社会党漁民部長、同地方議会対策部長、同地方行政部長、同朝鮮問題特別委員会事務局長、同農林水産委員長、同水産政策委員長、同中央執行委員、同水俣病対策特別委員長、同政審副会長、同国会対策副委員長、同沖縄対策特別副委員長、同両院議員総会副会長、同漁民局長などを務めた。その後1969年の第32回総選挙に立候補したが次点で落選した。
1975年（昭和50年）4月の春の叙勲で勲二等に叙され、瑞宝章を受章する。
1987年（昭和62年）9月16日、死去した。82歳没。同年10月2日、特旨を以て位記を追賜され、死没日付をもって従四位に叙された。